# نووی ژدار
نووی ژدار (به چکی: Nový Žďár) یک منطقهٔ مسکونی در جمهوری چک است که در Aš واقع شده‌است. نووی ژدار ۲۴ نفر جمعیت دارد.